# Susánszky János
| Susánszky János                           | Susánszky János                                                    |
| Kattints az alábbi külső linkek egyikére! | Kattints az alábbi külső linkek egyikére!                          |
| ----------------------------------------- | ------------------------------------------------------------------ |
| Nem található szabad kép.(?)              |                                                                    |
| külső link · jogvédett                    | Miskolci Egyetem Gazdaságtudományi Kar. Diszdoktoraink             |
| külső link · jogvédett                    | Susánszky János. Húzó tüske. 1976. 12. sz. Iparkodó Tsz 51. oldal. |

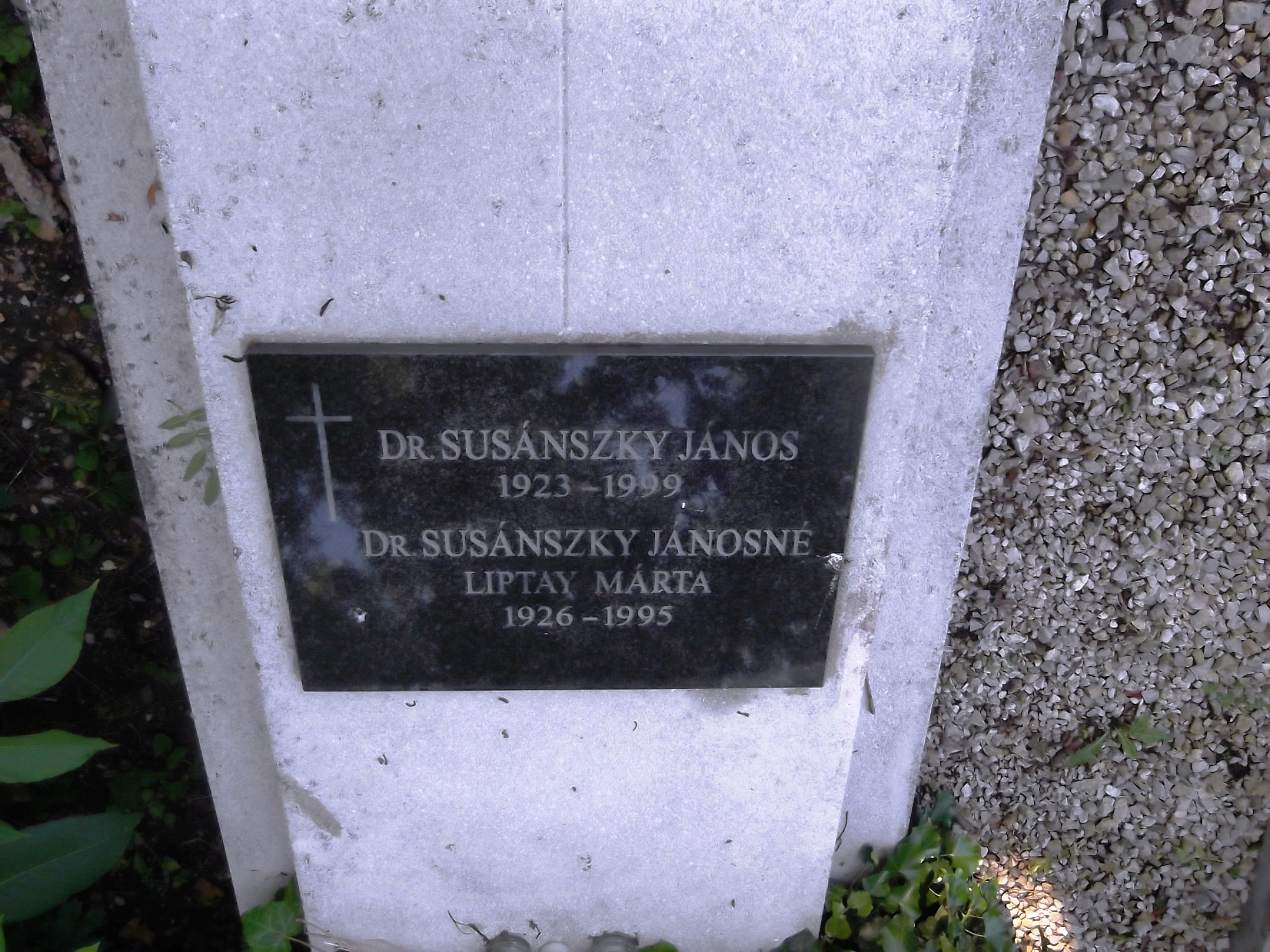
Susánszky János (1923-1999) és felesége Liptay Márta (1926-1995) sírja. Farkasréti Temető, Hóvirág temetőrész. 17. UJ17/0/3/75

Susánszky János (Békéscsaba, 1923. július 25. – Budapest, 1999. március 19.) jogász, közgazdász, üzemszervező, egyetemi tanár, az MTA doktora.

## Életpályája
Szülővárosában végezte tanulmányait is. 1946-ban a Pázmány Péter Tudományegyetemen államtudományi doktorrá, 1950-ben az Eötvös Loránd Tudományegyetemen jogtudományi doktorrá, 1974-ben a Marx Károly Közgazdaságtudományi Egyetemen közgazdaságtudományi doktorrá avatták. 1953-ban gépész szaktechnikusi oklevelet szerzett. 1974-ben a közgazdaságtudomány kandidátusává minősítették, majd a közgazdaságtudomány doktorává avatták 1986-ban. 
Az 1950-es években kezdett el foglalkozni termelésirányítással. 1958-ban jelenik meg az „Üzemszervezés alapjai” című könyve, amely a maga korszakában hiánypótló alapmű, s még ma is oktatott tananyagrészeket tartalmaz. Az 1960-as évektől kezdődően foglalkozik mozdulatracionalizálással. A felvételek úgy készültek, hogy a dolgozó mozgást végző testrészére lámpát szereltek. Nyitott blendéjű fényképezőgép előtt elmozdulva a filmlemezen az útvonalnak megfelelő fénycsíkokat kaptak. 
A Gilbert alapgondolatát továbbfejlesztő ciklogram felvételeken rögzített mozdulatok elemzésére Susánszky tesztrendszert dolgozott ki.  Kar eddigi 4 dékánja közül dr. Czabán János, dr. Szintay István és dr. Kocziszky György professzorok a Susánszky-iskola tagjai. 1993-ban nyugdíjba vonult. A Miskolci Egyetem Gazdaságtudományi Kara 2009. tavaszán hívta életre közgazdasági tanulmányokat folytató egyetemisták számára dr. Susánszky János emlékére és a Vezetéstudományi Tanszék megalapításának 50 éves évfordulójára esettanulmány – megoldó emlékversenyét  
2013-ban Susánszky János díjat adtak át.
Felesége Liptay Márta (Csolnok), 1947. július 26-án kötöttek házasságot

## Munkahelyei, beosztásai
- Fémáru- és Szerszámgépgyár gyártásintézőség vezetője: 1949–1952

- Budapesti Műszaki Egyetem, egyetemi adjunktus 1952–1959

- Nehézipari Műszaki Egyetem – Miskolci Egyetem Ipargazdaságtani Tanszék félállású egyetemi adjunktus 1952–1959

- Miskolci Egyetem Ipargazdaságtani Tanszék tanszékvezető egyetemi docens 1959–1974

- Miskolci Egyetem Ipargazdaságtani Tanszék tanszékvezető egyetemi tanár 1974–1988.

- Miskolci Egyetem Közgazdaságtudományi Intézet igazgató 1988–1990

- Borsodi Vezető és Szervező Továbbképző Iskola, igazgató 1964–1981

## Kitüntetések
- Ipargazdasági díj II. fokozata – 1965[5]
- Gépipar Kiváló Dolgozója – 1966. 1975

- Ilmenaui Főiskola Rektori Tanácsának Emlékérme – 1970

- Magyar Közgazdasági Társaság Széchenyi Széchenyi- emlékérme – 1970

- Művelődésügyi miniszteri dicséret – 1973

- Építőipar Kiváló dolgozója – 1973

- Hevesi Gyula-érem I. fokozat – 1976

- Kassai Főiskola Tudományos Tanácsának emlékérme – 1978

- A Munka Érdemrend ezüst fokozata – 1979

- Kassai Főiskola Tudományos Tanácsának Diplomája – 1983

- Karel Adamiecki-díj (Lengyelország) – 1985

- Hevesi Gyula-díj – 1986

- Leobeni Montanuniversität tiszteletbeli doktora – 1989[6]
- Pro Universität – 1990

- Miskolci Egyetem Gazdaságtudományi Kar díszdoktora – 1993[7]
- Orosz Föderáció Reáltudományok Akadémiája külföldi tagja – 1994
- Magyar Köztársasági Érdemrend tisztikeresztje – 1993[8]

- Eötvös Loránd-díj – 1994[9]
- Pro Facultate Oeconomica-díj – 1998 (Susánszky János elsőként kapta meg, alapította a Miskolci Egyetem Gazdaságtudományi Kara) [10]

## Legfontosabb publikációi
- Kutatói munkásságát jellemzi publikációinak száma: 18 könyv, könyvrészlet (ebből három idegen nyelven), 6 könyvet szerkesztett, 13 közgazdasági, illetve mérnöki továbbképző jegyzetet írt, 68 tanulmánya magyar nyelven, 28 tanulmánya idegen nyelven jelent meg. Szakirodalmi munkásságáért három alkalommal tüntették ki nívódíjjal.

- Ismétlődő egyedi gyártásban alkalmazható gazdaságos sorozatösszevonás számítás. Gép. 1958. 4. sz.[11]
- A gazdaságos sorozatnagyság. Bp. Közgazdasági és Jogi Kiadó, 1958

- Az üzemszervezés alapjai. Bp. Közgazdasági és Jogi Kiadó, 1958

- Bevezetés az üzemszervezés módszertanába. Tankönyvkiadó, 1963. (13 kiadást ért meg)
- Helyzetvizsgálat és elemzés az üzemszervezésben. Mérnöki Továbbképző Intézet Bp. 1964.
- Forgácsolóüzemek és szereldék időrendi összehangolásának szervezési és matematikai alapjai a sorozatjellegű gépgyártásban. Gép. 1960. 8. sz.[12]
- A vállalati információrendszerek problémájának egyes vonatkozásai szervezésmódszertani megközelítésben. Ipargazdaság. 1971. 2. sz.[13]
- Szervezés és vezetéselmélet. Tankönyvkiadó, 1975
- A termelésirányítás (programozás) alapvető számításai és szervezéstechnikai eszközei. (Susánszky János előadásai és jegyzetei alapján összeállította Hevesvári Imre.) Felsőoktatási Jegyzetellátó Vállalat.  Bp. 1962.

- Vezetési ismeretek I.- II. (Szerkesztette Susánszky János) Közgazdasági és Jogi Könyvkiadó. Bp. 1967. 1968
- Az INFKONTAKT információszámláló berendezés prototípusa (Fekete Ivánnal) Ergonómia. 1981. 3. sz.[14]
- A racionalizálás módszertana. Műszaki Kiadó, 1982, 1984* Iparvállalatok működési rendjének elemzése és tervezése. Országos Vezetőképző Központ kiadványai. Tanfolyami jegyzet. Szervezéstudományi ismeretek. OVK. Bp. 1984.
- Tanulmányok a szervezésről és a vezetésről. Bp. Akadémiai Kiadó. 1985.
- Racionalizálási technikák: Veszteségtérképek és tesztek. Bp. Budapesti Műszaki Egyetem Mérnöki Továbbképző Intézet. 1987.

- Adalékok a szervezetek egyensúlyállapot problémájához. (Czabán Jánossal) Ipargazdaság. 1993. 4. sz.[15]